# Выборы в Конституционную ассамблею Ливии (февраль 2014)
Выборы в Конституционную ассамблею Ливии прошли 20 февраля 2014 года. Выборы были назначены решением Всеобщего национального конгресса. На выборах будут избраны 60 членов Ассамблеи из 650 кандидатов, которые в течение 120 дней должны будут подготовить проект Конституции страны, который определит основные принципы управления, систем органов власти, статус племён, а также место законов шариата. Затем документ будет вынесен на референдум.
Кандидаты в Конституционное собрание выдвигались с 6 октября по 11 ноября 2013 года. В ассамблею войдут по 20 членов от каждого из трёх регионов Ливии: Триполитании, Киренаики и Феццана. Ожидается, что комиссия будет работать над проектом конституции с марта по июль 2014 года, которая затем будет вынесена на референдум.

## Предвыборная кампания
Регистрация избирателей проводилась посредством SMS и продолжалась до 1 января 2014 года. Всего было зарегистрировано 1 001 910 избирателей, в три раза меньше, чем на выборах во временный парламент в 2012 году, хотя правом голоса в стране наделены 3,4 млн человек. Выборы были бойкотированы берберами и тубу, хотя 14 выходцев из племени тубу зарегистрировались в качестве кандидатов.

## Голосование
Полторы тысячи избирательных участков открылись в 08:00 (11:00 мск), голосование продлилось до 19:00. Голосование прошло на фоне усиленных мер безопасности. В ночь накануне голосования на пяти избирательных участках на востоке страны в городе Дерна, расположенном на побережье Средиземного моря в 150 км от Бенгази, сработали взрывные устройства, но обошлось без пострадавших, однако участки были серьёзно повреждены. Как сказал глава избиркома Нури аль-Аббар: «пять офисов для голосования подверглись нападениям, поэтому сегодня они не были открыты». Как говорит избиратель из Бенгази:
Мы пришли сюда, помня о мучениках, проливших кровь во имя идеалов революции 17 февраля. Один из них – создание правового государства, и сегодня, слава богу, мы начинаем путь к демократии и свободе.
В некоторых местах, где были проблемы с проведением голосования, будут проведены повторные выборы 26 февраля 2014 года.

## Результаты
26 февраля были обнародованы результаты по 10 округам, в которых распределялись 39 мест Конституционного собрания. Ко 2 марта стали известны результаты по 47 местам.